# Francisco Arévalo García
Francisco Arévalo García (Bujalance, 26 de noviembre de 1891-Córdoba, 18 de diciembre de 1962) fue un periodista y poeta español.

## Biografía
Nacido en 1891 en la localidad cordobesa de Bujalance, posteriormente se trasladó a la capital cordobesa junto a su hermano Antonio. Desde temprana edad tuvo una destacada actividad en el ámbito periodístico. Llegó a colaborar con varias publicaciones, entre otras el Diario de Avisos, el Diario de Córdoba, el Diario Liberal y la revista Córdoba Gráfica. Sus trabajos informativos, crónicas y versos los firmaba con el pseudónimo de «Favarelo». Con posterioridad colaboraría con la Hoja del Lunes. 
Destacado poeta cordobés, sería miembro de la Real Academia de Ciencias, Bellas Letras y Nobles Artes de Córdoba.